# 薛樟
薛樟（1513年—1559年），字子喬，一字景芳，號瞻巖，山東濟南府歷城縣人，匠籍，明朝政治人物。

## 生平
嘉靖二十二年（1543年）癸卯科山東鄉試第十二名舉人。嘉靖二十三年（1544年）中式甲辰科會試第一百九十八名，登第三甲第七十五名進士。授山阳县知縣，嘉靖二十七年（1548年）十一月选授廣東道試監察御史，以事回籍听勘，丁外艰，服阕，因病卒于嘉靖三十八年（1559年），享年四十七。

## 家族
曾祖薛友德；祖父薛盛；父薛虎，壽官；母賈氏。具庆下。從兄薛梅，歲贡生；薛松，举人；兄薛楠，听选官。